# José Manuel Fuente
José Manuel Fuente (ur. 30 września 1945 w Limares; zm. 18 lipca 1996 w Oviedo) – hiszpański kolarz szosowy startujący wśród zawodowców w latach 1970–1976. Dwukrotny zwycięzca Vuelta a España (1972, 1974). Dwukrotny etapowy zwycięzca w Tour de France. Drugi kolarz Giro d'Italia (1972) i trzeci  w Tour de France (1973).

## Najważniejsze zwycięstwa
- 1971 - etap w Giro d'Italia, dwa etapy w Tour de France
- 1972 - etap i klasyfikacja generalna Vuelta a España, dwa etapy w Giro d'Italia
- 1973 - dwa etapy i klasyfikacja generalna Tour de Suisse, etap w Giro d'Italia
- 1974 - dwa etapy i klasyfikacja generalna Vuelta a España, pięć etapów w Giro d'Italia